# Xiphulcus floricolator
Xiphulcus floricolator är en stekelart som först beskrevs av Johann Ludwig Christian Gravenhorst 1807.  Xiphulcus floricolator ingår i släktet Xiphulcus och familjen brokparasitsteklar. Arten är reproducerande i Sverige. Inga underarter finns listade i Catalogue of Life.